# 西野久子
西野 久子（にしの ひさこ、1914年 - 2008年5月25日）は、日本の洋画家。静岡市出身。
女流美術協会委員・独立美術協会委員を務め、独立美術協会展、女流画家協会展で長らく作品を発表し続け、
個展も多数開催する（日本橋三越本店個展・札幌三越個展・京王プラザ個展・松坂屋個展・小田急百貨店個展・東京セントラル絵画館個展など）。

## 来歴
1940年代に芦屋より茅ヶ崎に移り（西野家の茅ヶ崎の屋敷は徳島の同郷と言う事もあり後藤田家の別邸を譲り受ける、屋敷の設計は日本の建築物に多大な影響を与えたフランク・ロイド・ライトの設計による物であったが、西野照太郎の死後、保存活動も起きるが取り壊される）4人の子供を育てながら邸内に絵画教室を開き多数の大人から子供までに絵画を指導しながら自身の制作活動を行う。
夫である西野照太郎（国立国会図書館職員/政治経済学者/位階勲等は従三位勲三等）の海外視察・研究に同行し、1960年代～1980年代にかけてまだ政情が不安定であった国々を含めケニア、エチオピア、ウガンダ、バヌアツ、フィジー、ニューカレドニア、インドネシア・オーストラリア・ニュージーランド等の南太平洋・アジア・アフリカ諸国を訪れる、そこで見た輝く太陽のもとで生きる女性や子供たちを通して、人間の生きる喜びや尊さを、力強く描き続けている。 その強烈な原色の世界が西野久子の画く絵画の原点である。
2001年、87歳の時に茅ヶ崎市美術館にて「原色の世界～西野久子展」を開催するなど、2005年、91歳にして精力的に活動していた。
西日本の方や日本酒党の方になじみが深く、讃岐の金刀比羅宮の御神酒として江戸時代より“こんぴら酒”として親しまれている金陵の蔵元である西野金陵は、西野久子の夫である西野照太郎の生家である。
2008年5月25日、肺炎のため神奈川県茅ケ崎市の病院で死去。93歳没。